# Бальбо, Итало
И́тало Ба́льбо (итал. Italo Balbo; 5 июня 1896 — 28 июня 1940) — итальянский военный и политический деятель фашистского толка, один из предводителей чернорубашечников, единственный Маршал авиации Италии (13 августа 1933), Генерал-губернатор итальянской Ливии и Верховный главнокомандующий итальянской Северной Африки с 1 января 1934 по 28 июня 1940, ближайший соратник и «бесспорный наследник» итальянского диктатора — Бенито Муссолини. Стал жертвой дружественного огня.

## Первая мировая война
С самого раннего возраста Итало Бальбо отличался высокой политической активностью. Уже в возрасте 14 лет он принимал участия в Албанских волнениях под руководством Риччотти Гарибальди, сына Джузеппе Гарибальди. После начала Первой мировой войны Италия заявила о своём нейтралитете, Бальбо же всячески приветствовал участие Италии в войне на стороне Антанты и неоднократно участвовал в пикетах в поддержку войны. В 1915 году, сразу после объявления войны Италией, Бальбо отправляется на фронт и несёт службу в 8-м альпийском полку. Незадолго до кровопролитного сражения при Капоретто Бальбо подал прошение о переводе в авиацию, но безуспешно. В самой битве, где весь его корпус был взят в плен, участия не принимал, однако вскоре вновь вернулся в строй и показал себя с лучшей стороны в битве при Витторио-Венето, за отвагу под огнём противника был награждён бронзовой и серебряной медалями. Закончил войну в звании капитана.
После войны Бальбо продолжил обучение общественным дисциплинам во Флоренции, работал в банке.

## Лидер чернорубашечников

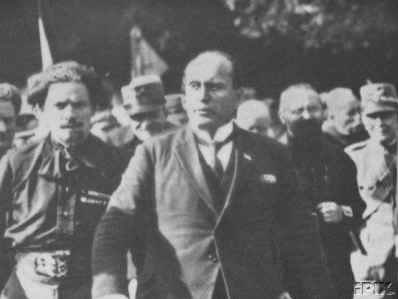
Итало Бальбо (слева от Муссолини)

В 1921 году Бальбо вступил в недавно созданную Национальную фашистскую партию (итал. Partito Nazionale Fascista), в которой довольно быстро продвинулся до секретаря феррарского отделения. Бальбо организовал несколько банд чернорубашечников, включая свою собственную группу — Челибано, названную так в честь любимой настойки. Челибано занималась разгоном социалистических демонстраций и митингов, срывала забастовки. К 1922 году Итало Бальбо стал одним из «Ras» — высших лидеров фашистского движения. Он был самым молодым из «Квадрумвиров» — четырёх организаторов знаменитого марша на Рим.
После того, как власть перешла в руки фашистов, Бальбо как один из «Квадрумвиров» стал основателем Большого фашистского совета. Правда, вскоре после этого его обвинили в убийстве антифашистски настроенного священника Джованни Минцони, что несколько замедлило его карьеру. Но в 1924 году он всё же был назначен на пост главнокомандующего сквадристами, а в 1925 году стал заместителем министра национальной экономики.

## Авиация

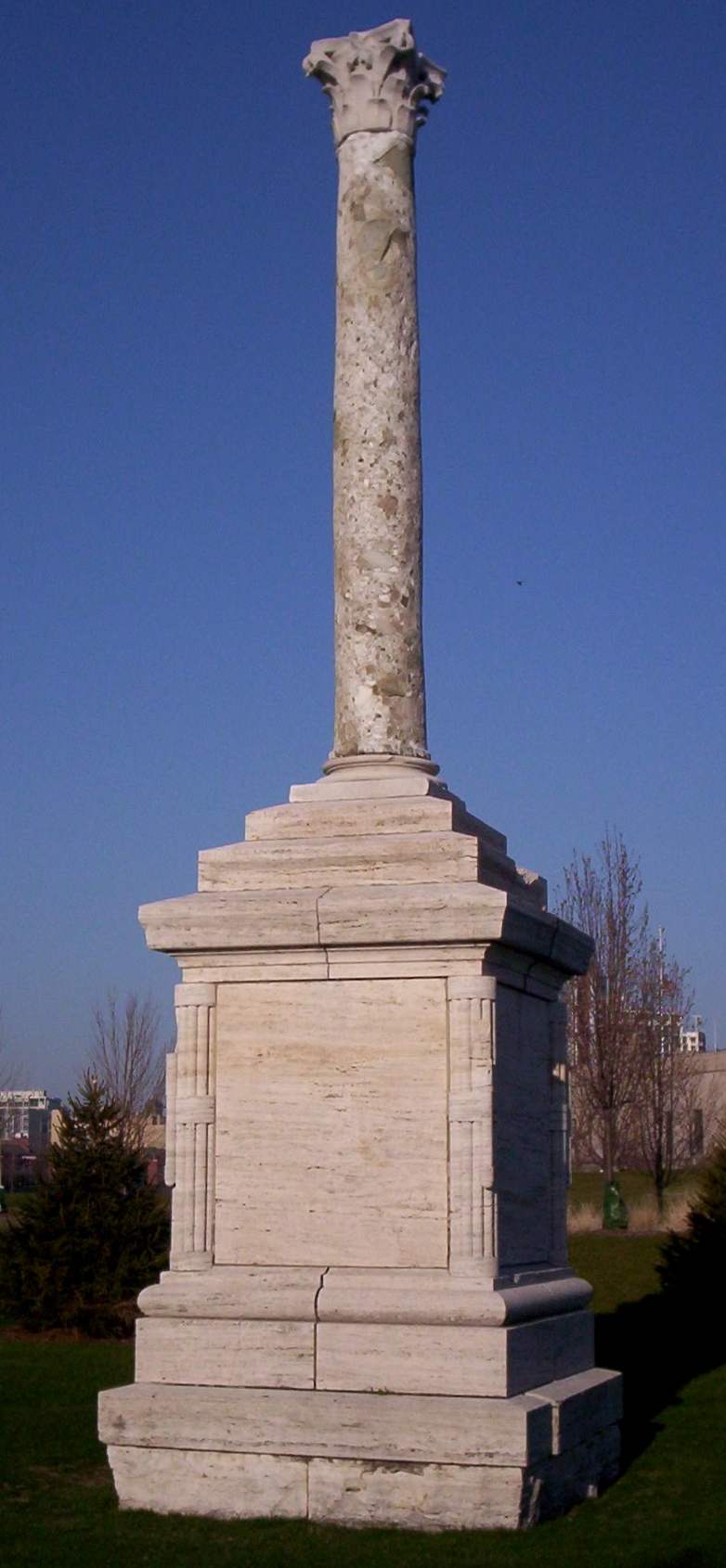
Монумент Бальбо, Чикаго.

Несмотря на то, что у Бальбо не было никакого лётного опыта и вообще знания авиации, 6 ноября 1926 года он всё же был назначен статс-секретарём Италии по авиации. Пройдя курс лётной подготовки и ознакомившись с азами авиации, Бальбо приступил к созданию военно-воздушных сил Италии (итал. Regia Aeronautica Italia). В 1928 году он стал генералом авиации, а в 1929 году — министром авиации.
Вообще в это время в Италии наблюдался подъём интереса к аэронавтике: в 1925 году под руководством Франческо де Пинедо был совершён выдающийся перелёт из Италии в Австралию, затем в Японию и обратно в Италию, общей протяжённостью около 62000 км, в 1926 году итальянский пилот Марио Де Бернарди завоевал кубок Шнейдера, в 1928 году состоялась знаменитая экспедиция дирижабля «Италия» под руководством Умберто Нобиле.
Итало Бальбо также внёс вклад в итальянскую историю аэронавтики, совершив два трансатлантических перелёта целыми флотилиями гидропланов. Под его руководством в конце 1930 года двенадцать гидропланов совершили перелёт из Италии в Бразилию, за что ему была вручена Золотая авиационная медаль ФАИ. В 1933 году 24 гидросамолёта, под руководством Итало Бальбо, совершили масштабный перелёт по маршруту Рим — Амстердам — Дерри — Рейкьявик — Ньюфаундленд — Новая Шотландия — Монреаль — Озеро Мичиган (Чикаго). В честь этого полёта Муссолини подарил городу Чикаго древнюю колонну из Остии, которая до сих пор украшает прибрежный парк города. Власти Чикаго переименовали «Седьмую стрит» в «Бальбо драйв» и провели в честь Итало Бальбо крупный парад. Во время этого визита в Соединённые Штаты Америки Бальбо был приглашён отобедать с президентом Франклином Рузвельтом, где был награждён крестом за лётные заслуги. Во время выступления Бальбо в Мэдисон сквер гарден перед итальянскими иммигрантами он сказал знаменитое: «Гордитесь тем, что вы итальянцы. С приходом Муссолини закончилась эра унижения!». Вернувшись в Рим, Бальбо получил звание Маршала авиации.

## Вторая мировая война
Во время объявления Италией войны Великобритании и Франции, состоявшегося 10 июня 1940 года, Бальбо был генерал-губернатором Ливии и главнокомандующим итальянскими войсками в Северной Африке (ASI). Он стал ответственным за планирование вторжения в Египет. 
После капитуляции Франции Бальбо руководил переброской итальянской 5-й армии от границы Туниса к 10-й армии на египетской границе. Хотя он выражал определённую озабоченность в успехе действий итальянских войск в Северной Африке Муссолини и маршалу Пьетро Бадольо, начальнику Генерального штаба, Бальбо, тем не менее, планировал вторгнуться в Египет в начале июля 1940 года.

## Гибель
Вечером 28 июня 1940 года Бальбо вылетел в Тобрук из города Дерна, пилотируя бомбардировщик SM.79. Цель полёта точно не ясна, возможно, маршал хотел проинспектировать передовые позиции и заодно произвести разведку близлежащей к городу местности. Его сопровождал однотипный самолёт под управлением командующего 5-й авиационной эскадрой генерала Феличе Порро (Felice Porro). При подлёте к одному из аэродромов Тобрука (Тобрук-2) пилоты увидели дымы от наземных пожаров, вызванных недавним ударом по аэродрому британских бомбардировщиков. Бальбо тем не менее решил садиться, не выполнив ряд обязательных для идентификации его самолёта с земли действий. Заход на посадку осуществлялся на высоте 700 метров, вместо 300, и не был выполнен необходимый для опознавания в визуальной видимости с земли полный круг на высоте 300 метров (это было требованием Военно-морских сил). На его самолёте и самолёте ведомого не было радиостанций, что не позволяло связаться друг с другом и с землёй. Аэродром был предупреждён о прилёте маршала, но ВМС и береговые батареи такого предупреждения не получили, а связь между аэродромом и офицерами связи военно-морской базы была нарушена английским налётом (офицеры базы покинули свои места).
На береговых батареях ПВО отсутствовали даже бинокли, а личный состав был слабо обучен опознавать разные типы целей. Та же ситуация была на батареях аэродрома. По заходящей на посадку паре бомбардировщиков открыл огонь стоящий в гавани Тобрука, в качестве плавучей батареи, старый итальянский крейсер «Сан Джорджио» (расчёты зенитных орудий крейсера были на своих местах после совершенного минутами ранее английского авиаудара), к которому присоединились береговые батареи и даже пулеметы ПВО аэродрома. По самолёту стреляли орудия и пулеметы находившихся в гавани подводных лодок и транспортных судов. После первых же выстрелов был открыт огонь из всех возможных средств ПВО. Самолёт ведущего, уже успевшего выпустить шасси, получил попадание в бак, загорелся и упал на берегу гавани, что вызвало поначалу ликование на зенитных батареях. Вместе с Бальбо погибли ещё 3 члена экипажа и 5 пассажиров (чины штаба командующего). Упавший бомбардировщик горел несколько часов. Бальбо был опознан лишь по слепку зубов. С 29 июня в Италии на пять дней был объявлен национальный траур.
Самолёт ведомого генерала Порро, несмотря на плотный огонь с земли, получил несколько пулевых и осколочных пробоин, смог осуществить посадку на соседнем аэродроме в поселке Ain el-Gazala. 
Два дня спустя после гибели Бальбо британский самолёт сбросил на парашюте над итальянскими позициями коробку с лавровым венком с запиской соболезнования, гласившей: «Британские военно-воздушные силы искренне оплакивают Маршала Бальбо, великого вождя и смелого лётчика, чья судьба так неблагоприятно обернулась». Записка была подписана командующим британскими ВВС на Ближнем Востоке маршалом Артуром Лонгмором.
Официальное расследование гибели маршала Бальбо проводилось, судя по всему, номинально. Генерал Порро отмечал, что его даже не вызывали для дачи свидетельских показаний. Также он утверждал, что никто не был наказан и даже не получил выговора в связи с гибелью командующего. Это можно объяснить позицией верховного командования Италии, считавшего, что не стоит акцентировать внимание на факте уничтожения самолёта Бальбо своей же зенитной артиллерией.